# هاني النخلي
البطل الأولمبي هاني بن حسين بن محمد النخلي لاعب المنتخب السعودي لألعاب القوى والحاصل على الميدالية الفضية في أولمبياد لندن 2012 والميدالية البرونزية دورة الألعاب البارالمبية (ريو 2016) بالبرازيل في لعبة رمي الجلة وحقق أكثر من 100 ميدالية من خلال مشاركته في العديد من البطولات الإقليمية والعالمية في مختلف دول العالم .

## إعاقته
كانت إعاقته بسبب حادث عندما كان في الثالثة من عمره، أصيب فيها بشلل ثلاثي دماغي وبشلل في الرجل اليمنى واليد اليمنى.

## بدايته
شارك في بطولة لرمي القرص والرمح والجلة في مدينة جدة، وحقق فيها 3 ميداليات ذهبية كان ذلك في عام 2006. بعدها انضم للمنتخب السعودي وشارك في البطولة الخليجية التي أقيمت في الدوحة في 2007 وحصل على ميداليتين فضينين وبرونزية وانطلق بعدها لتحقيق أكثر من 100 ميدالية في مختلف البطولات الرياضية العالمية حيث شارك في أولمبياد لندن وريو وطوكيو

## مشاركات وجوائز
1. البطولة الخليجية بالدوحة لألعاب القوى فضيتين وبرونزية واحدة عام 2007.
2. جائزة أفضل رياضي بالسعودية لذوي الاحتياجات الخاصة لعام 2010.
3. بطولة كرواتيا المفتوحة لألعاب القوى رقم قياسي وميداليتين ذهبية عام 2010.
4. بطولة الألعاب الآسيوية بمدينة جوانزا - الصين 2010 ميدالية ذهبية.
5. بطولة العالم للقارات مانشستر بريطانيا 2011 ذهبية ورقم قياسي.
6. ملتقى تونس الدولي الرابع رقم قياسي عالمي ميدالية ذهبية وأخرى فضية 2012.
7. الألعاب البارالمبية (الأولمبياد) لندن 2012 ميدالية فضية ورقم قياسي عالمي.
8. بطولة العالم لألعاب القوى لذوي الاحتياجات الخاصة في فرنسا 2013 ميدالية برونزية في رمي القرص
9. دورة الألعاب البارالمبية الآسيوية في كوريا الجنوبية 2014 ميداليتين ذهبية دفع الجلة ورمي الرمح
10. الميدالية البرونزية في رمي الجلة دورة الألعاب البارالمبية ( ريو 2016)
11. فضية رمي الجلة وبرونزية رمي الرمح في دورة الألعاب الآسيوية البارالمبية «جاكرتا 2018».
12. فضية رمي الجلة في دورة الألعاب الآسيوية 2023

## التكريم الملكي
قلد خادم الحرمين الشريفين الملك عبدالله بن عبدالعزيز آل سعود أيده الله اللاعب هاني حسين النخلي وسام الملك عبدالعزيز من الطبقة الأولى بمناسبة تحقيقه الميدالية الفضية في مسابقة رمي القرص ضمن دورة الألعاب البارالمبية في لندن 2012م .